# Holland-Dozier-Holland
Holland-Dozier-Holland, amerikansk låtskrivartrio som består av bröderna Eddie Holland och Brian Holland samt Lamont Dozier.

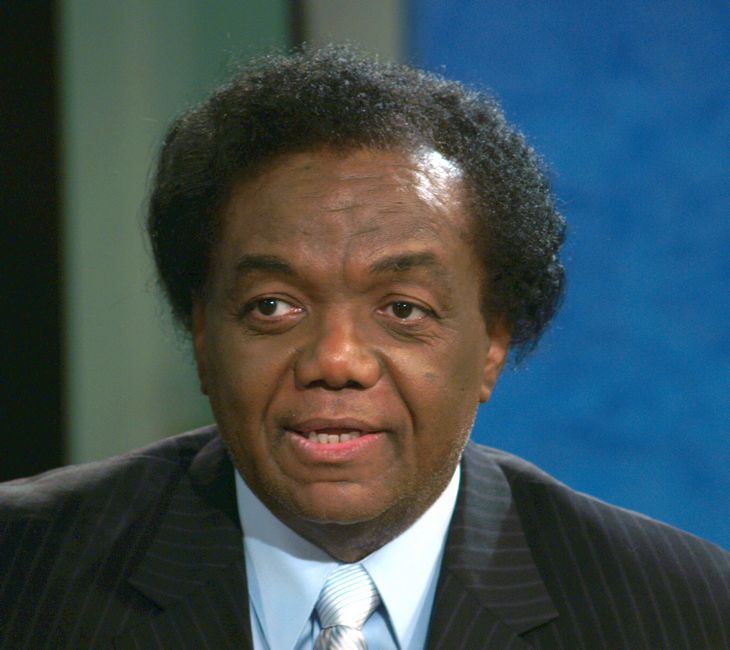
Lamont Dozier, en av medlemmarna i Holland-Dozier-Holland

Under 1960-talet skrev de och producerade flera hundra låtar för det amerikanska skivbolaget Motown. Många av deras låtar kom att nå billboardlistans förstaplats. Bland deras hits kan nämnas "Baby Love" och "Where Did Our Love Go" med The Supremes, "Baby I need your loving" med The Four Tops, "Heat Wave" med Martha and the Vandellas och "How Sweet It Is (To Be Loved by You)" med Marvin Gaye. Trion lämnade Motown tidigt 1968 efter en royalitydispyt.
Eddie Holland skrev texter, Brian Holland skrev melodier och Lamont Dozier skrev såväl texter som melodier. Eddie Holland försökte sig också på en egen sångarkarriär och hade en hit 1962 med Jamie.
Holland-Dozier-Holland valdes in i Rock and Roll Hall of Fame 1990.

## Låtar tillskrivna "Holland-Dozier-Holland" (urval)
- "Can I Get a Witness",  Marvin Gaye (1963)
- "(Love Is Like a) Heat Wave", Martha and the Vandellas (1963)
- "How Sweet It Is (To Be Loved by You)", Marvin Gaye (1964)
- "Baby I Need Your Loving", The Four Tops (1964)
- "I Hear a Symphony", The Supremes (1965)
- "Stop! In the Name of Love", The Supremes (1965)
- "Nowhere to Run", Martha and the Vandellas (1965)
- "I Can't Help Myself (Sugar Pie Honey Bunch)", The Four Tops (1965)
- "This Old Heart of Mine (Is Weak for You)", The Isley Brothers (1966)
- "You Can't Hurry Love", The Supremes (1966)
- "Reach Out I'll Be There", The Four Tops (1966)
- "You Keep Me Hangin' On", The Supremes (1966)
- "Jimmy Mack, Martha and the Vandellas" (1967)
- "Love Is Here and Now You're Gone", The Supremes (1967)
- "The Happening", The Supremes (1967)